# Самуэльсен, Очи
О́чи Де́бес Самуэ́льсен (фар. Áki Debes Samuelsen; род. 17 апреля 2004 года в Торсхавне, Фарерские острова) — фарерский футболист, нападающий норвежского клуба «Ранхейм».

## Клубная карьера
Очи является воспитанником академии клуба «ХБ». Последние два сезона своей молодёжной карьеры он провёл в юношеской команде датского «Мидтьюлланна». Летом 2020 года нападающий вернулся в родной клуб. 6 июня Очи дебютировал за «красно-чёрных», заменив Пятура Петерсена на 83-й минуте матча фарерской премьер-лиги против клуба «ТБ». Всего в своём первом сезоне на взрослом уровне Очи принял участие в 4 встречах чемпионата, ставшего победным для «ХБ». Сезон-2021 стартовал для Очи и его команды с победы на Суперкубке Фарерских островов. В рамках первенства архипелага форвард отметился 3 забитыми мячами в 15 поединках. В 2022 году он стал важным для «ХБ» игроком, сыграв в 26 из 27 матчах премьер-лиги и забив 5 голов.
В сезоне-2023 нападающий провёл все 27 игр за «красно-чёрных» в чемпионате и забил в них 8 мячей. Он также забил 2 гола в 5 встречах Кубка Фарерских островов, который «ХБ» выиграл. 2024 год начался для игрока со вторго выигранного Суперкубка в карьере. В этом сезоне Очи выиграл и второй национальный Кубок. В фарерской премьер-лиге он отличился 12 раз в 19 встречах. 
В январе 2025 года «ХБ» продал нападающего в норвежский «Ранхейм» за полтора миллиона фарерских крон.

## Международная карьера
Очи представлял Фарерские острова на юношеском уровне в 2017—2022 годах, приняв участие в общей сложности в 21 международном матче и отметившись в них 4 забитыми мячами. С 2021 года он является членом молодёжной сборной архипелага и отыграл в её составе 14 встреч.

## Статистика выступлений
| Выступление      | Выступление      | Выступление      | Лига | Лига | Кубки | Кубки | Еврокубки | Еврокубки | Прочие | Прочие | Итого | Итого |
| Клуб             | Лига             | Сезон            | Игры | Голы | Игры  | Голы  | Игры      | Голы      | Игры   | Голы   | Игры  | Голы  |
| ---------------- | ---------------- | ---------------- | ---- | ---- | ----- | ----- | --------- | --------- | ------ | ------ | ----- | ----- |
| ХБ Торсхавн      | Премьер-лига     | 2020             | 4    | 0    | 0     | 0     | 0         | 0         | 0      | 0      | 4     | 0     |
| ХБ Торсхавн      | Премьер-лига     | 2021             | 15   | 3    | 3     | 0     | 4         | 0         | 1      | 0      | 23    | 3     |
| ХБ Торсхавн      | Премьер-лига     | 2022             | 26   | 5    | 3     | 2     | 2         | 0         | 0      | 0      | 31    | 7     |
| ХБ Торсхавн      | Премьер-лига     | 2023             | 27   | 8    | 5     | 2     | 2         | 0         | 0      | 0      | 34    | 10    |
| ХБ Торсхавн      | Премьер-лига     | 2024             | 19   | 12   | 3     | 0     | 2         | 0         | 1      | 1      | 25    | 13    |
| ХБ Торсхавн      | Итого            | Итого            | 91   | 28   | 14    | 0     | 10        | 0         | 2      | 1      | 117   | 29    |
| Всего за карьеру | Всего за карьеру | Всего за карьеру | 91   | 28   | 14    | 4     | 10        | 0         | 2      | 1      | 117   | 33    |

## Достижения
«ХБ Торсхавн»
- Чемпион Фарерских островов (1): 2020
- Обладатель Кубка Фарерских островов (2): 2023, 2024
- Обладатель Суперкубка Фарерских островов (2): 2021, 2024

## Личная жизнь
Очи — выходец из футбольной семьи. Его отец Эйюн (род. 1971) выступал за «ХБ» в 1990-х и 2000-х годах. Очи удалось превзойти статистику своего отца по голам за «красно-чёрных». Младшие братья Очи, близнецы Джоуни и Йоунас (род. 2006) тоже стали футболистами и воспитывались в академии «ХБ», а в настоящий момент выступают за «Б68».